# 사라잔마이

사라잔마이(일본어: さらざんまい)는 일본의 오리지널 애니메이션이다. 2019년 4월부터 6월까지 후지 TV의 노이타미나에서 방영되었다.
작품의 테마는 『연결』, 캐치카피는 「연결되어도, 잃어버려도. 처분하지 마라, 욕망은 너의 생명이다.」로, PV 중에서도 종종 사용되고 있다.